# جون هنري هوبكنز
جون هنري هوبكنز (30 يناير 1792 - 9 يناير 1868) كان أول أسقف لأبرشية فيرمونت الإنجيلية والأسقف الثامن للكنيسة الإنجيلية في الولايات المتحدة الأمريكية. كان أيضًا فنانًا (مستخدمًا الألوان المائية والزيتية)، ومحاميًا، وحدادًا، وموسيقيًا وملحنًا، ولاهوتيًا، ومهندسًا معماريًا استقدم العمارة القوطية إلى الولايات المتحدة الأمريكية.

## التنشئة والتعليم
جون هنري هوبكنز من نسل عائلة هوبكنز من إنجلترا التي اشتهرت في عهد الملك ريتشارد الثاني في القرن الرابع عشر. في عهد الملك ويليام الثالث في القرن السابع عشر، منح أيزاك هوبكنز ممتلكات في إيرلندا، حيث تزوج ماري فيتزجيرالد. تمر سلسلة النسب من خلال الابن الأكبر في جيلين متعاقبين إلى توماس هوبكنز، الذي أصبح تاجرًا في دبلن، إيرلندا، «يتعامل في الدقيق والكتان». في أبريل 1791، تزوج إليزابيث فيتزاكرلي، «عروسة شابة ضليعة تبلغ من العمر ستة عشر عامًا». كانت والدة جون «موسيقية ماهرة»، فنانة تستخدم الفرشاة والقلم، وقارئة لأفضل الأدبيات.
في 30 يناير 1792، ولد جون هنري هوبكنز في دبلن، نجل توماس وزوجته إليزابيث. كان هوبكنز الطفل الوحيد لهما.
بعدما توقف عن الرضاعة، أرسل جون إلى أثلون في إيرلندا للعيش مع جدته لأبيه لعدة سنوات. رسخت الجدة في حفيدها «عادة الصلاة الخاصة اليومية»، والتي استمر في ممارستها طوال حياته. علمته أيضًا قراءة الكتاب المقدس، الأمر الذي استمر به طوال حياته أيضًا.
عندما عاد إلى والديه، كانت والدة جون معلمته. قبل بلوغه ثمانية أعوام «قرأ لشكسبير ودرايدن وبوب، بالإضافة إلى العديد من الحكايات والروايات». أظهر مهارة في الموسيقى واللغة الفرنسية والرسم.

## الانتقال إلى فيلادلفيا
في عام 1801، هاجرت العائلة من دبلن إلى فيلادلفيا في ولاية بنسلفانيا. مرت الرحلة عبر المحيط الأطلسي بأوقات طويلة وعاصفة. في بعض الأحيان، خشي الجميع على متن السفينة من الغرق التام. في تلك اللحظات، «أخذ الصغير جون بالسجود والصلاة لينجيهم من الخطر». لاحظ أحد البحارة صلاته وأخبر الكابتن قائلًا إن «السفينة في أمان» لأنه «هناك ملاك صغير على متنها».
لم يكن أي من الوالدين متدينًا، لكنهما امتلكا قدرة على التعليم. أنشأت إليزابيث هوبكنز مدرسة للبنات في ترينتون، نيو جيرسي، واستمرت في تعليم ابنها في المنزل. كان «التعليم هو النشاط الأساسي في حياتها» و«فرحتها الرئيسية». في النهاية، أرسلت ابنها إلى مدرسة بابتيست للبنين في بوردنتاون، للتحضير للالتحاق بجامعة برينستون.
خلال فترة دراسة هوبكنز، كانت اللغتان اليونانية واللاتينية المواد المفضلة له، واستفاد منهما في دراسته الآبائيات (الباترولوجيا). أهمل تعليمه الديني تقريبًا تمامًا. في نهاية سنوات المراهقة، قرأ هوبكنز كتبًا لكتّاب غير مؤمنين، بما في ذلك كتاب توماس باين «عصر العقل»، وكومت دو فولني، وديفيد هيوم، وفيكتور دو ريكيتي ماركيز دي ميرابو، وفولتير، وجان جاك روسو. تمكن هوبكنز من فهم الانتقادات الرئيسية لهؤلاء الكتّاب على الدين المسيحي. مع ذلك، بفضل عقله التحليلي، شعر بأنه قرأ فقط جانبًا واحدًا من هذا الموضوع الكبير، وبالتالي قرر تعلم ما يقوله كتاب المسيحيين في عصره. قرأ مثلًا كتاب «إجابة الأسقف واتسون على باين»، وكتابات وليام بالي، وكتاب تشارلز ليزلي «الطريقة القصيرة والسهلة للتعامل مع الملحدين». أقنعته هذه الكتابات بأن ميزان الاحتمالات يميل بشدة لصالح المؤمنين المسيحيين. هكذا، اعتنق هوبكنز إيمانًا مسيحيًا «دافع عنه بقوة». مع ذلك، لا توجد أدلة على أنه دُعي يومًا ما ليصبح رجل دين.
في أواخر المراهقة، كان هوبكنز واحدًا من أفضل عازفي الكمان في فيلادلفيا، وانضم إلى أفضل أوركسترا هواة في المدينة. تعلم أيضًا العزف على التشيلو حتى يكون للأوركسترا، التي كانت مزودة جيدًا بكمان البيانو، عازف تشيلو واحد على الأقل. لبضع سنوات، كان هوبكنز عازف التشيلو الوحيد في فيلادلفيا.
إضافة إلى الموسيقى، كان هوبكنز ماهرًا في الرسم «بالقلم والفرشاة».
رغم تنشئة والديه لابنهما في «جو من الثقافة والتنوير»، إلا أن والدا هوبكنز لم ينتميا إلى كنيسة حتى بعد تنسيب ابنهما.

## مهنه الأولى
قبل تسيَّمه كاهنًا في الكنيسة الأسقفية، كان لدى هوبكنز أربع مهن: عمل في غرفة الحسابات، وفي مجال الفن، والعمل كمدير لصناعة الحديد، ومارس مهنة المحاماة.

### غرفة الحسابات
كانت أول مهنة لهوبكنز هي العمل في غرفة الحسابات، إلا أنه لم يستمتع بعمله ذاك.

### فنان
وجد الشاب العالم «وظيفة أكثر أُنسًا في تلوين لوحات الجزء الأول من كتاب ألكساندر ويلسون عن طيور أمريكا».

### الحدادة
عند بلوغه سن السادسة عشرة، قرر هوبكنز، بتأثير من أصدقائه الأسكتلنديين، أن يصبح صانعًا للحديد. قضى السنوات الثلاث التالية في دراسة الكتب المتعلقة بعمل المصانع والكيمياء ومواضيع مشابهة. عمل أيضًا لدى صناع الحديد في نيو جيرسي وفيلادلفيا. أدت زيادة التوسع الغربي وقانون الحظر الأمريكي إلى زيادة الطلب على الحديد المصنوع في أمريكا، وعندما بلغ هوبكنز سن الحادية والعشرين، انتقل إلى الغرب لإدارة مصنع للحديد في باسنهايم بمقاطعة بتلر بالقرب من زيلينوبل، براتب سنوي قدره 1000 دولار. أشرف هناك على بناء وإدارة فرن لصهر الحديد. مع ذلك، بعد عامين من العمل الشاق والمخيب للآمال، أدرك أنه ليس مناسبًا لهذا العمل. تعاون بعدها هوبكنز مع جيمس أوهارا من بيتسبرغ، وهو مهاجر أيرلندي أصبح أغنى رجل في بيتسبرغ. أدى السلام مع إنجلترا في عام 1815 إلى تقلص كبير في صناعة الحديد، وفشلت الشراكة. في البداية، دفع أوهارا كل الديون، ولكن على مر السنين سدد هوبكنز حصته النصف لأوهارا.
بعد فشل عمله في صناعة الحديد، انتقل هوبكنز وزوجته إلى بيتسبرغ، حيث بدأ في تدريس الرسم والتلوين، بينما زوجته كانت تدرّس الموسيقى. زيارته إلى غرينزبورغ ليكون شاهدًا في قضية قضائية أعادت إلى هوبكنز اهتمامه بأن يصبح محاميًا. في عام 1816، اقترض كتاب «تعليقات بلاكستون» وغيره من الكتب من محامٍ في غرينزبورغ، في دراستها. أكمل دراسته في بيتسبرغ، حيث قبل في المحاماة في أبريل 1819. أصبحت ممارسته القانونية سريعًا الأكبر في بيتسبرغ. استمر هوبكنز في مزاولة المهنة حتى قرر التخلي عنها ليتسنى له الارتسام في الكنيسة.

## زواجه
لم يصادف هوبكنز فتاة «طوعت عواطفه» حتى التقى ميلوزينا مولر ابنة كاسبر أوتو مولر. وقد كان مولر تاجرًا ثريًا في هامبورغ في ألمانيا حتى تسببت الاضطرابات الناجمة عن حروب نابليون في فراره هو وعائلته إلى أمريكا. وصعدوا إلى آخر سفينة غادرت هامبورغ قبل الحظر الكبير، وحطت سفينتهم في بالتيمور بولاية ماريلند.
في 28 أكتوبر عام 1814 بدأت عائلة كاسبر مولر التي ضمت ميلوزينا رحلة مدتها ثلاثة أسابيع من بالتيمور إلى هارموني في غرب ولاية بنسلفانيا، حيث بنوا منزلًا خشبيًا. وفي الطريق التقوا هوبكنز. وبعد محادثة قصيرة قال هوبكنز إنه «سوف يزور السيدات». وحافظ على كلمته، وبدأ مغازلة ميلوزينا. وجمع الثنائي تقديرهما المشترك «للموسيقى والفن والثقافة» معًا.
في 8 مايو عام 1816 في هارموني، زوج القس اللوثري يوهان سي. جي. شفايتزربرث هوبكنز وميلوزينا مولر (1795-1884) ضمن عرس تضمن العائلة وعددًا قليلًا من الأصدقاء. ويُنسب إلى هوبكنز التصميم القوطي لكنيسة القديس بولس اللوثرية في زيلينوبل المجاورة في بنسلفانيا، وكانت عائلة مولر من الأعضاء المؤسسين لهذه الكنيسة. وأعاد هوبكنز ميلوزينا وشقيقتها أميليا إلى هيرميتاج فرنيس. وعاشت أميليا مولر معهما وساعدت في تربية الأطفال. وكان المنزل الذي بدأت فيه عائلة هوبكنز حياتها الزوجية «كوخًا خشبيًا من النوع الأفضل». وكانت هناك قاعة في المنتصف بها غرفة كبيرة على كلا الجانبين وبعض الغرف الأصغر في الخلف، بالإضافة إلى علية غير مكتملة استخدمها هوبكنز كغرفة عمل.
دام زواج هوبكنز وميلوزينا لمدة أربعة وخمسين عامًا وأنجبا أربعة عشر طفلًا، أحد عشر منهم (ثلاث بنات وثمانية أبناء) بقوا على قيد الحياة حتى سن الرشد. وكان الأبناء رائدين في الوزارة والتعليم والموسيقى والطب والتأمين والصحافة، وعملوا في نيويورك وفيرمونت وسان فرانسيسكو في الولايات المتحدة وأمريكا الجنوبية. وفي عام 1937 بلغ إجمالي أحفادهما ومن على صلة بهم نحو 150 شخصًا.